# Hans-Peter Koppe
Hans-Peter Koppe   (Leipzig, 2 de febrer de 1958) és un remer alemany, ja retirat, que va competir sota bandera de la República Democràtica Alemanya durant les dècades de 1970 i 1980.
El 1980 va prendre part en els Jocs Olímpics d'Estiu de Moscou, on guanyà la medalla d'or en la prova del vuit amb timoner del programa de rem.
En el seu palmarès també destaquen dues medalles al Campionat del Món de rem, de bronze el 1981 i de plata el 1982.